# Девідсон да Луж Перейра
Девідсон да Луж Пере́йра (порт. Davidson da Luz Pereira), відомий також як Девідсон (порт. Davidson, 5 березня 1991, Дукі-ді-Кашіас) — бразильський футболіст, півзахисник китайського клубу «Циндао Вест Кост».

## Ігрова кар'єра
Ігрову кар'єру розпочав на батьківщині, де два роки виступав за другорядні клуби. У 2014 відіграв чотири гри у «Форталезі». Згодом два роки відіграв за маловідомі команди «Якобіна» та «Санта-Ріта».
Влітку 2015 перебирається до Португалії, де уклав угоду з клубом «Спортінг» (Ковілья), за який відіграв два сезони, після чого перейшов до іншого португальського клубу «Шавеш», а ще через два роки — до «Віторія» (Гімарайнш).
У 2020 році перейшов до турецької команди «Аланіяспор». 4 жовтня 2020 відзначився першим у своїй кар'єрі хет-триком у грі проти «Хатайспор».
Провівши один сезон у Китаї, де захищав кольори команди «Ухань Трі Таунс», повернувся до Туреччини, де 7 лютого 2024 року уклав контракт з клубом «Істанбул Башакшехір».
У 2025 році перейшов до китайської команди «Циндао Вест Кост».

## Титули і досягнення
- Чемпіон Китаю (1):

«Ухань Трі Таунс»:  2022
- Володар Суперкубка Китаю (1):

«Ухань Трі Таунс»:  2023